# Mariana González
Mariana Isabel González Parra (Maracaibo, 17 de setembro de 1979) é uma esgrimista venezuelana de florete. Ela competiu duas vezes nos eventos de florete por seu país natal nos Jogos Olímpicos de Verão (2004 e 2008), ela também conquistou duas medalhas de ouro nos Jogos Pan-americanos.

## Carreira

### Jogos Olímpicos
Mariana González qualificou-se para os Jogos Olímpicos de Verão de 2004; no evento individual de florete, ela estreou derrotando a norte-americana Erinn Smart por 14 a 12. No entanto, ela foi derrotada na segunda fase pela italiana Valentina Vezzali, que tornaria-se campeã olímpica naquele evento.
Quatro anos depois, nos jogos de Pequim, González retornou a disputar o evento individual de florete, dessa vez sendo derrotada em sua primeira partida contra a húngara Gabriella Varga por 15 a 2.

### Jogos Pan-americanos
Nos jogos Pan-americanos, González conquistou a medalha de ouro no evento individual de florete dos jogos do Rio, ela também conquistou outro ouro no evento por equipes. Quatro anos depois, em Guadalajara, conquistou um bronze no evento por equipes.

### Jogos Centro-Americanos e do Caribe
Durante a edição dos jogos Centro-Americanos e do Caribe em 2010, González obteve duas medalhas nos eventos individuais e por equipes da modalidade florete.